# Konrad Frumold
Konrad Frumold auch Conrad Frumolt († 11. November 1339) war ein Regensburger Kaufmann und Ratsherr. Als  Unterstützer des Bürgermeisters Friedrich I. Auer war er auch ein Anhänger von Kaiser Ludwig dem Bayern, dem er mit einer Verschwörung die Eroberung von Regensburg ermöglichen wollte. Er wurde nach dem Scheitern der Verschwörung vom Regensburger Rat zum Tode verurteilt und hingerichtet.

## Leben
Konrad Frumold war ein wohlhabender Kaufmann und besaß mehrere Häuser in Regensburg. Ein Patrizierhaus am Haidplatz östlich der Hausburg Goldenes Kreuz hatte er von Friedrich Auer erworben, der 1331–1334 Bürgermeister von Regensburg war. Frumhold hatte den Bürgermeister Friedrich Auer unterstützt, als dieser 1334 im Aueraufstand von den Regensburger Bürgern wegen seiner Willkürherrschaft vertrieben wurde. Als es nach der Vertreibung des Bürgermeisters ab 1336 zwischen der freien Reichsstadt Regensburg und Kaiser Ludwig dem Bayern zu Spannungen kam, entschloss sich der Kaiser 1337, die Stadt Regensburg in einem nächtlichen Handstreich einzunehmen und wurde dabei verschwörerisch unterstützt von Anhängern des vertriebenen Bürgermeisters Friedrich Auer. Als Parteigänger von Ludwig dem Bayern und Unterstützer von Friedrich Auer war Konrad Frumold der Anführer der Verschwörer, die dem Heer des Kaisers, das 1337 die Stadt belagerte, die Eroberung der Stadt ermöglichen wollten.
Schon wochenlang vorher war unter der Stadtmauer am Ägidienplatz ein unterirdischer Gang gegraben worden, durch den die Truppen des Kaisers unerkannt in die Stadt eindringen sollten. Ausgangspunkt des Tunnels war das direkt an der Stadtmauer liegende, dem Kaiser gehörende burggräfliche Gerichtshaus, das heutige Altersheim St. Josef. Der Verrat wurde entdeckt und zwei Arbeiter wurden umgehend an den Zinnen der Stadtmauer erhängt. Frumold konnte aus der Stadt fliehen. Als sich nach Angeboten seiner Verwandten abzeichnete, dass Frumhold mit einer Geldstrafe rechnen könne, wenn er sich stellen würde, kehrte Frumhold in die Stadt zurück. Er wurde aber verhaftet, eingekerkert und nach einem langen Prozess ein Jahr später am Martinitag 1339 durch Erdrosseln hingerichtet. Noch im selben Jahr kam es zu einem Ausgleich zwischen Kaiser und Stadt. Die nach Nürnberg verzogenen Angehörigen von Frumold erhielten ihr Haus am Haidplatz erst nach langen Verhandlungen zurück und verkauften es 1358 an die Kaufmannsfamilie Graner. Nach weiteren Besitzerwechseln kam dieses Haus 1781 in den Besitz von Georg Friedrich von Dittmer und wurde zum ersten Thon-Dittmer-Palais umgebaut. Einige Jahre später wurde das erste Palais mit einem zweiten alten Haus zum heutigen Thon-Dittmer-Palais vereinigt.

## Spuren der Verschwörung
Um den Ort des verschwörerischen Tunnelbaus zu kennzeichnen und um an die Ereignisse zu erinnern, ließ der Rat der Stadt Regensburg in der Nähe des Grabungsortes beim noch heute vorhandenen Turm XXXII der ehemaligen Stadtmauer eine Gedenktafel an der heute nicht mehr vorhandenen Zwingermauer anbringen. Heute findet sich die Tafel im Hof des Altersheims St. Josef (Ägidienplatz Nr. 6). Der Wortlaut der Inschrift lautet:

„ANNO DOMI
MCCCXXXVII
DES ERITAGS
VOR SAND VRB
ANS TAG WART 
DAS LOCH FVNDEN VND ZWEN
DARINN GEVAN
GEN DI DAS LOCH
 GRUBEN VND
 WURDEN DES
NAHSTEN FREI
TAGS DARNA
CH AN DI ZINN ERHANGEN
Übersetzung: Im Jahre 1337, am Dienstag vor St. Urban (25. Mai) ward das Loch gefunden und zwei darin gefangen, die das Loch gruben. Am darauffolgenden Freitag wurden sie an den Zinnen erhängt.“

Coelestin Steiglehner, der letzte Fürstabt von St. Emmeram, der nach der Säkularisation das ehemalige burggräfliche Gerichtshaus bewohnte, wurde 1812 und 1818 durch den Text der Gedenktafel angeregt, Grabungen an der Stadtmauer im Hof des Hauses vorzunehmen. Dabei stieß man auf einen überwölbten unterirdischen Raum, von dem aus man über Schutt und Knochen in ein weiteres, darunter liegendes Gewölbe gelangte. Dort fand man eine Steinsäule vor, die oben mit einem Ring versehen war. Steiglehners Aufzeichnungen lassen es möglich erscheinen, dass Frumhold am Ort seines Verrates mit Hilfe dieser Säule erdrosselt wurde. Die von Steiglehner vorgefundenen Räume sind heute nicht mehr nachweisbar, denn sie wurden bereits um 1840 bei einem Kanalbau zerstört.